# Svizzera tedesca
La Svizzera tedesca o Svizzera interna (francese: Suisse alémanique, tedesco: Deutschschweiz o deutsche Schweiz, svizzero tedesco: Dütschschwiiz o düütschi Schwiiz) è la parte germanofona della Svizzera.
Si tratta di una divisione prettamente linguistica dato che non sempre i confini linguistici coincidono con quelli amministrativi tra i cantoni.

## I cantoni
- Argovia
- Appenzello Esterno
- Appenzello Interno
- Berna
- Basilea Campagna
- Basilea Città
- Friburgo, la parte orientale
- Glarona
- Grigioni, soprattutto la parte nordoccidentale
- Lucerna
- Nidvaldo
- Obvaldo
- San Gallo
- Sciaffusa
- Soletta
- Svitto
- Turgovia
- Uri
- Vallese, la parte orientale
- Zugo
- Zurigo